# Апполонія Сімбізі
Апполонія Сімбізі (англ. Appolonie Simbizi; нар. 1960) — бурундійська педагогиня й дипломатка. Надзвичайний і Повноважний Посол Бурунді в Україні.

## Життєпис
Народилась 1960 року в місті Мутсібо. 1987 закінчила факультет філології та гуманітарних наук Бурундійський університету.
У 1980—1982 роках працювала викладачкою в середній школі міста Гітега. У 1989—1991 роках — відповідальний співробітник Постійного комітету партії Союз за національний прогрес. Від 1992 до 1993 року — викладачка історії та географії в середній школі.
Від червня до листопада 1994 року — радник прем'єр-міністра Бурунді Анатоля Каньєнкіко.
У 1994—1997 роках — постійна представниця Бурунді при ООН та інших міжнародних організаціях у Женеві.
У 1997—2001 роках — Надзвичайний і Повноважний Посол Бурунді в РФ та Україні.
Від вересня 2006 року — Надзвичайний і Повноважний Посол Бурунді в Канаді.